# Dimitrijus Gelpernas
Dimitrijus Gelpernas (ros. Дмитрий Гельперн) (ur. 25 sierpnia 1914 w Petersburgu, zm. 17 lipca 1998 w Wilnie) – litewski redaktor żydowskiego pochodzenia, przywódca ruchu oporu w kowieńskim getcie (1944).
W latach 1940–1941 był dyrektorem przedsiębiorstwa poligraficznego na Litwie. W 1941 znalazł się wśród więźniów getta kowieńskiego. Rok później został wybrany zastępcą sekretarza podziemnej organizacji antyniemieckiej w getcie (od kwietnia 1944 był jej sekretarzem). Od lipca 1944 do kwietnia 1945 więziony w obozie koncentracyjnym w Dachau.
Po wyzwoleniu Litwy spod okupacji niemieckiej pracował jako redaktor w wydawnictwach „Mintis” i „Moksklas” oraz redakcji Głównej Encyklopedii Litewskiej SRR (1982–1990). W 1955 ukończył studia w Instytucie Poligraficznym w Moskwie.
W 1994 podjął pracę w Litewskim Państwowym Muzeum Żydowskim (od 1997 noszącym imię Gaona).
Napisał dwie książki: jedną w języku jidysz poświęconą partyzantom getta kowieńskiego (wydana w 1948, napisana wraz z Mejerisem Elinasem: „פארטיזאנער פון קאונאסער געטא”) oraz „Kauno getas” (1968).